# Cryptamorpha desjardinsi
Cryptamorpha desjardinsi là một loài bọ cánh cứng trong họ Silvanidae. Loài này được Guerin-Méneville miêu tả khoa học năm 1844.